# Ulrich II. von Cronberg
Ulrich II. von Cronberg (geboren vor 1328; gestorben 1386), auch genannt Rufus (der Rote), war ein Mitglied der Adelsfamilie von Cronberg.

## Leben
Ulrich war der Sohn von Dietrich von Cronberg (bezeugt ab 1304; gestorben 1328), dem Begründer des „Flügelstammes“ im Hause Cronberg, mit Katharina, der Tochter von einem Werner „Rote“, welcher Burgmann in Limburg an der Lahn war.
Für die Jahre 1336 bis 1344 wurde Ulrich als Edelknecht erwähnt; ab 1347 war er Ritter. Er heiratete Gertrud von Bellersheim; diese Heirat resultierte in einer Wittumsvereinbarung vom 1. Mai 1348 mit ihr als Begünstigten. Aus der Ehe entsprangen folgende bezeugte Nachkommen:
- Ulrich (belegt ab 1362 als Student in Bologna; gestorben 1404), Domkanoniker im Erzbistum Mainz und Propst von St. Viktor, berühmt als Rechtsgelehrter.
- Frank IX. oder X. von Cronberg (belegt ab 1367 als Edelknecht; gestorben zwischen 1418 und 1424), Amtmann in Hofheim, Ehe mit Gertrud von Hatzfeld, sechs Nachkommen.
- Walter (belegt ab 1366 als Student in Bologna; gestorben 1380), Mönch in Lorsch.
- Philipp II. (belegt ab 1369; gestorben 1386 oder 1387), Ritter und Hanauer Amtmann in Königsstein
- Johann (belegt ab 1380; gestorben 1404)
- Dietrich (belegt ab 1369; gestorben 1406), Kanoniker in Aschaffenburg
- Margarete (Grete, Grede); Heirat 1385 mit Wolf von Bommersheim.

Verschiedene Mitglieder der Familie Cronberg waren im Hochmittelalter bekannt durch Geldgeschäfte, wie etwa ein knappes Jahrhundert später Frank der Reiche. Ulrich der Rote war bereits vermögend genug, um 1354 Johann von Waldeck eintausend Gulden zu überlassen. Im Gegenzug erhielt er das Vizedomamt im prosperierenden Rheingau verpfändet, was auch mit einem Hofamt für Kurmainz einherging. Deshalb war Ulrich der Rote ab 1354 für das Erzstift Mainz als Hofmeister tätig, ab 1357 Erbtruchsess, und ab 1367 der oberste Amtsmann im Stift. Mit der Statthalterschaft im Rheingau war ihm auch möglich, eine hohe Stellung am Kaiserhof von Karl IV. zu erlangen: Der Kaiser bezeichnete Ulrich als seinen „heimelichen Rath“.
Ulrich starb zwischen dem 29. Januar und dem 6. Dezember 1386 und wurde im Kloster Eberbach unter der Friedhofslinde beigesetzt.